# Южен вятър (музикална група)
Вижте пояснителната страница за други значения на Южен вятър.
Южен вятър (на сръбски: Јужни Ветар или Južni vetar) е босненско-сръбска музикална група, известна с това, че записва много известни фолк, попфолк и турбофолк певци от Сърбия и Босна и Херцеговина. Групата е основана през 1980 г. от Миодраг М. Илич, музикант от Лесковац.
Нейни членове са Миодраг М. Илич като бас китарист, Сава Боич като водещ китарист и Перица Здравкович за клавиатура, докато певци са Драгана Миркович, Шемса Сулякович, Кемал Маловчич, Синан Сакич и Миле Китич, известни като „Великата петорка“. Златните години на групата са от 1982 г. до 1991 г., когато началото на Югославските войни принуждава членовете да се разделят. Групата достига върха на своята популярност с албума от 1986 г. „Pristajem na sve“, който се продава в над 500 000 копия. Една от певиците на групата, Шемса Сулякович, записва самостоятелния албум „Što me pitaš kako živim“, който официално се продава в 1 милион копия.

## Източник
1. ↑  Južni vetar – najveći jugoslovenski bend //   27.05.2015.
2. ↑  Newly Composed Folk Music of Yugoslavia
3. ↑  "Nationalism and the agency of musical performers in Serbia in the 1990s: A discussion with Dragana Mirković" //   2019.
4. ↑  "JUŽNI VETAR – muzika naroda....Mile Bas, intervju | B92 Blog" //   12.07.2018.  Архивиран от оригинала на 2018-07-02. Посетен на 2021-09-08.
5. ↑  "Mile Bas, čovek koji je stvorio Južni vetar: „Što su me više pljuvali, prodavao sam sve više ploča i kaseta“ | Nedeljnik" //   05.11.2018.  Архивиран от оригинала на 2018-11-05. Посетен на 2021-09-08.